# Portalban

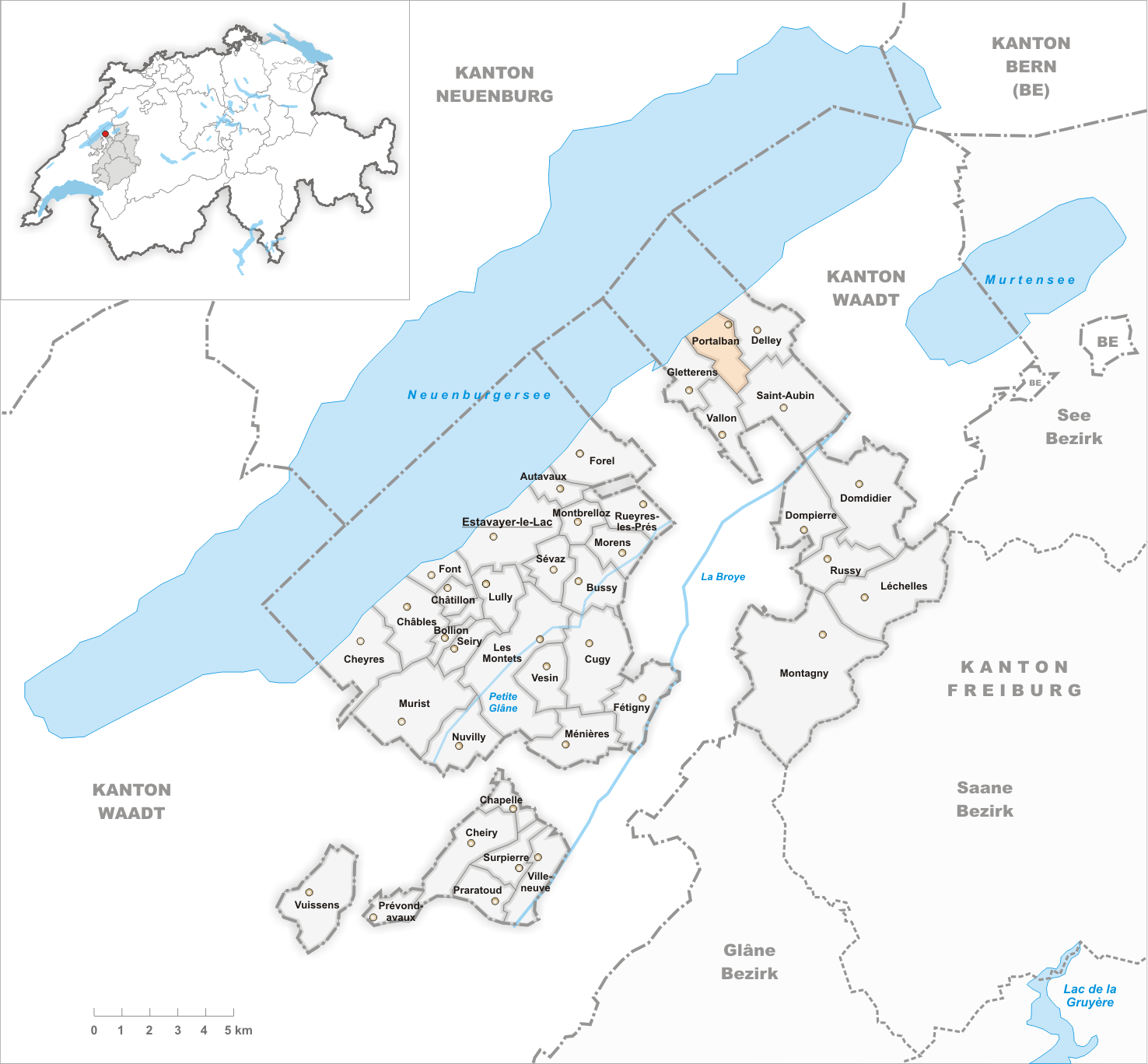
Gemeindestand vor der Fusion am 1. Januar 2005

Portalban ist eine ehemalige Gemeinde des Bezirks Broye des Kantons Freiburg in der Schweiz. Am 1. Januar 2005 wurde die Gemeinde mit der ehemaligen Gemeinde Delley zur Gemeinde Delley-Portalban fusioniert.

## Geographie
Portalban liegt auf 435 m ü. M. 11 km nördlich von Payerne (Luftlinie). Portalban erstreckt sich am Ostufer des Neuenburgersees, gegenüber der Stadt Neuenburg, am Bach Ruisseau de la Contentenetta.
Im Bereich von Portalban besitzt der See einen flachen bis zu 700 m breiten Uferrandstreifen, der mit Ausnahme des Geländes bei Portalban von einem Schilf- und Sumpfwaldgürtel (Les Grèves) bestanden ist. Portalban besteht aus den beiden Ortsteilen Portalban-Dessous (435 m ü. M.) auf dem flachen Uferrandstreifen und Portalban-Dessus (475 m ü. M.) auf dem Hochplateau. Vor der Fusion mit Delley verlief die Gemeindegrenze entlang des Ruisseau de la Contentenetta und trennte Portalban-Dessous in einen zu Portalban gehörenden Teil links des Baches und einen zu Delley gehörenden Teil rechts des Baches.

## Bevölkerung
Einwohnerzahlen: Volkszählungsdaten

## Wirtschaft
Portalban war bis in die zweite Hälfte des 20. Jahrhunderts ein vorwiegend durch die Landwirtschaft geprägtes Dorf. Noch heute haben der Ackerbau, der Obstbau sowie die Viehzucht einen wichtigen Stellenwert in der Erwerbsstruktur der Bevölkerung. Weitere Arbeitsplätze sind im lokalen Kleingewerbe und im Dienstleistungssektor vorhanden. In den letzten Jahrzehnten hat sich Portalban dank seiner attraktiven Lage auch zu einem Wohnort entwickelt. Viele Erwerbstätige sind deshalb Wegpendler, die hauptsächlich in den Regionen Payerne und Estavayer-le-Lac arbeiten.

### Tourismus
Seit den 1970er-Jahren hat Portalban Anstrengungen unternommen, den Tourismus anzukurbeln. In der flachen Zone nahe dem Seeufer wurden zahlreiche Ferien- und Wochenendhäuser erbaut, daneben gibt es einen Campingplatz, Sport- und Freizeitanlagen und einen grossen Sportbootshafen.

### Verkehr
Die Ortschaft liegt abseits der grösseren Durchgangsstrassen, ist aber von Avenches und Payerne leicht zu erreichen. Der nächste Anschluss an die Autobahn A1 (Lausanne-Bern), die im Jahr 1997 eröffnet wurde, befindet sich rund 6 km vom Ortskern entfernt. Durch eine Buslinie der Transports publics Fribourgeois, die von Domdidier nach Portalban (teilweise bis Gletterens) verkehrt, ist das Dorf an das Netz des öffentlichen Verkehrs angebunden. Portalban besitzt ferner durch die Personenschifffahrt auf dem Neuenburgersee eine direkte Verbindung mit Neuenburg sowie mit weiteren Seeanstössergemeinden.

## Geschichte

### Vorgeschichte

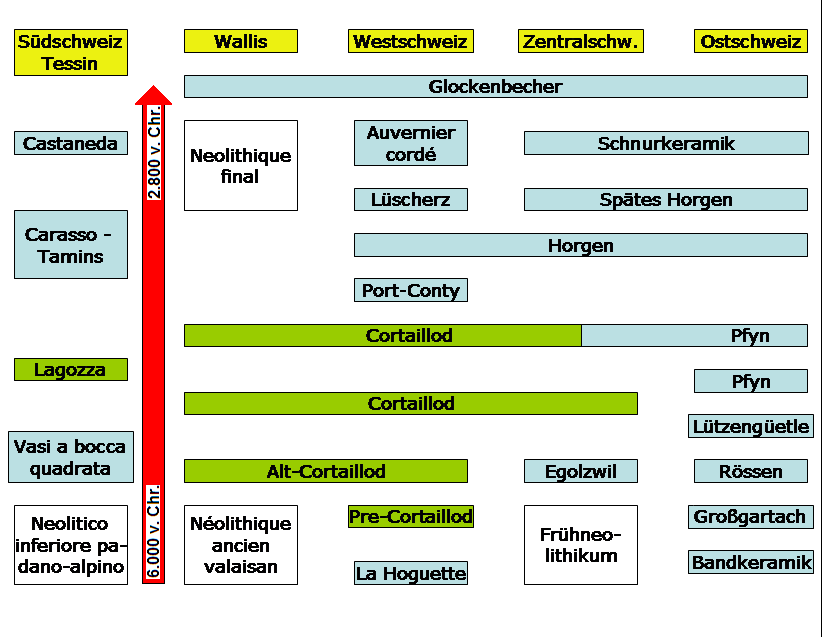
Vorgeschichtliche Kulturenfolge in der Schweiz

Das Seeufer bei Portalban war schon sehr früh besiedelt, was durch die Funde von Siedlungsspuren aus dem Neolithikum bestätigt werden konnte. Die 2011 erfolgte archäologische Untersuchung der Station 11 in Delley-Portalban erbrachte Funde aus dem Schweizer Endneolithikum. Unter anderem kam ein Radfragment aus Ahornholz zum Vorschein, das aufgrund seiner teilweisen Verkohlung relativ gut erhalten war. Der Durchmesser des Rades betrug etwa 55 cm. Eschenleisten verbanden die Segmente des zweiteiligen Rades, das wohl zu einem Dreieckswagen gehörte, wie er im benachbarten Freilichtmuseum "Village Lacustre Gletterens" rekonstruiert wurde. Die Altersbestimmung mittels C14-Methode und Dendrochronologie erlaubt es, das Fragment auf etwa 2800 v. Chr., in die Endphase der Lüscherz-Kultur, zu datieren.
Weitere zweiteilige Räder, die in der Schweiz aus Funden der Schnurkeramik und des „Auvernier Cordé“ stammen, sind jünger als das Fragment von Delley-Portalban. Zeitlich passende Exemplare aus Süddeutschland werden auf etwa 2900 v. Chr. datiert. Das Rad von Delley-Portalban stellt ein „missing link“ zwischen den Rädern der Feuchtbodensiedlungen Süddeutschlands und der Schweiz dar.

### Geschichte
Portalban wurde bereits 1166 als Poraban und Porabant erstmals schriftlich genannt. Später erschienen die Bezeichnungen capella de Portubanni (1182), Portu Arbano (1330) und wieder Poraban (1668). Dieser Ortsname geht auf das Wort port (Hafen) und den lateinischen Personennamen Albanus zurück.
Aus einem Lehen des Lausanner Domkapitels entwickelte sich im 13. Jahrhundert eine Herrschaft, welche Delley, Portalban und den im 16. Jahrhundert aufgegebenen Weiler Agnens umfasste. Die Herrschaft Delley kam in den Einflussbereich des Hauses Savoyen und ging im 14. Jahrhundert, nachdem die Herren von Delley verarmt waren, in den Besitz der Herren von Estavayer über. Später erfuhr die Herrschaft mehrere Besitzerwechsel.
Nachdem Bern 1536 das Waadtland erobert hatte, gelangte Portalban unter die Herrschaft von Freiburg und wurde der Vogtei Estavayer zugeteilt, wobei es zusammen mit Vallon eine Exklave bildete. Nach dem Zusammenbruch des Ancien Régime (1798) gehörte das Dorf während der Helvetik bis 1803 zum Bezirk Estavayer, danach zum Bezirk Montagny und ab 1831 zum Bezirk Dompierre, bevor es 1848 in den Bezirk Broye eingegliedert wurde.
Im Rahmen der seit 2000 vom Kanton Freiburg geförderten Gemeindefusionen stand zunächst eine Fusion von Delley, Portalban und Gletterens zur Debatte. Während sich Gletterens einer Fusion widersetzte und aus dem Projekt austrat, stimmten die Dorfbewohner von Delley und Portalban mit einer Ja-Mehrheit von rund 90 % für die Fusion. Diese wurde mit Wirkung auf den 1. Januar 2005 rechtskräftig, und die neue Gemeinde mit dem Namen Delley-Portalban entstand.